# Giro del Lussemburgo 2016
Il Giro del Lussemburgo 2016, ottantesima edizione della corsa, valevole come evento dell'UCI Europe Tour 2016, si svolse in 4 tappe precedute da un prologo iniziale dal 1º al 5 giugno 2016 per un totale di 691,9 km. La vittoria fu appannaggio dell'olandese della Maurits Lammertink, che completò il percorso in 16h28'21" alla media di 42,003 km/h precedendo il belga Philippe Gilbert e il lussemburghese Alex Kirsch.
Partenza con 114 ciclisti, dei quali 88 completarono le tappe.

## Tappe
| Tappa  | Data      | Percorso                        | km    | Vincitore di tappa | Leader cl. generale |
| ------ | --------- | ------------------------------- | ----- | ------------------ | ------------------- |
| Prol.  | 1º giugno | Lussemburgo (cron. individuale) | 2,9   | Jempy Drucker      | Jempy Drucker       |
| 1ª     | 2 giugno  | Lussemburgo > Hesperange        | 170,6 | André Greipel      | Jempy Drucker       |
| 2ª     | 3 giugno  | Rosport > Schifflange           | 162,8 | Philippe Gilbert   | Maurits Lammertink  |
| 3ª     | 4 giugno  | Eschweiler > Differdange        | 177,4 | Anthony Turgis     | Maurits Lammertink  |
| 4ª     | 5 giugno  | Mersch > Lussemburgo            | 178,2 | Philippe Gilbert   | Maurits Lammertink  |
| Totale | Totale    | Totale                          | 691,9 |                    |                     |

## Squadre partecipanti

### Classificazione squadre partecipanti
ProTeams 
- 1.  BMC Racing Team
- 2.  IAM Cycling
- 3.  Orica-GreenEDGE
- 4.  Lotto-Soudal
- 5.  Tinkoff

 UCI Professional Continental Team 
- 6.  Fortuneo-Vital Concept
- 7.  ONE
- 8.  Topsport Vlaanderen-Baloise
- 9.  Roompot
- 10.  Stölting Service Group
- 11.  Wanty-Groupe Gobert
- 12.  Cofidis

 UCI Continental Team 
- 13.  Differdange-Losch
- 14.  Leopard
- 15.  Wallonie Bruxelles-Group Protect

### Squadre e corridori partecipanti
| N.    | Cod. | Squadra                     |
| ----- | ---- | --------------------------- |
| 1-8   | SSG  | Stölting Service Group      |
| 11-18 | ROP  | Roompot Oranje Peloton      |
| 21-28 | TSV  | Topsport Vlaanderen-Baloise |
| 31-38 | BMC  | BMC Racing Team             |
| 41-48 | IAM  | IAM Cycling                 |
| 51-58 | LTS  | Lotto-Soudal                |
| 61-68 | OGE  | Orica-GreenEDGE             |
| 71-78 | TNK  | Tinkoff                     |

| N.      | Cod. | Squadra                          |
| ------- | ---- | -------------------------------- |
| 81-88   | COF  | Cofidis, Solutions Crédits       |
| 91-98   | FVC  | Fortuneo-Vital Concept           |
| 101-108 | WGG  | Wanty-Groupe Gobert              |
| 111-118 | WBC  | Wallonie Bruxelles-Group Protect |
| 121-128 | LPC  | Leopard Pro Cycling              |
| 131-138 | CCD  | Team Differdange-Losch           |
| 141-148 | ONE  | ONE Pro Cycling                  |

## Dettagli delle tappe

### Prologo
- 1º giugno: Lussemburgo – Cronometro individuale – 2,9 km

Risultati
| Pos. | Corridore          | Squadra | Tempo |
| ---- | ------------------ | ------- | ----- |
| 1    | Jempy Drucker      | BMC     | 4'20" |
| 2    | Maurits Lammertink | Roompot | a 3"  |
| 3    | Tom Bohli          | BMC     | a 4"  |

| Pos. | Corridore          | Squadra | Tempo |
| ---- | ------------------ | ------- | ----- |
| 1    | Jempy Drucker      | BMC     | 4'20" |
| 2    | Maurits Lammertink | Roompot | a 3"  |
| 3    | Tom Bohli          | BMC     | a 4"  |

### 1ª tappa
- 2 giugno: Lussemburgo > Hesperange – 170,6 km

Risultati
| Pos. | Corridore     | Squadra      | Tempo    |
| ---- | ------------- | ------------ | -------- |
| 1    | André Greipel | Lotto-Soudal | 4h13'07" |
| 2    | Adam Blythe   | Tinkoff      | s.t.     |
| 3    | Amaury Capiot | Topsport Vl. | s.t.     |

| Pos. | Corridore          | Squadra | Tempo    |
| ---- | ------------------ | ------- | -------- |
| 1    | Jempy Drucker      | BMC     | 4h17'27" |
| 2    | Maurits Lammertink | Roompot | a 3"     |
| 3    | Tom Bohli          | BMC     | a 4"     |

### 2ª tappa
- 3 giugno: Rosport > Schifflange – 162,8 km

Risultati
| Pos. | Corridore          | Squadra  | Tempo    |
| ---- | ------------------ | -------- | -------- |
| 1    | Philippe Gilbert   | BMC      | 3h55'59" |
| 2    | Maurits Lammertink | Roompot  | s.t.     |
| 3    | Alex Kirsch        | Stölting | s.t.     |

| Pos. | Corridore          | Squadra  | Tempo    |
| ---- | ------------------ | -------- | -------- |
| 1    | Maurits Lammertink | Roompot  | 8h13'23" |
| 2    | Philippe Gilbert   | BMC      | a 9"     |
| 3    | Alex Kirsch        | Stölting | s.t.     |

### 3ª tappa
- 4 giugno: Eschweiler > Differdange – 177,4 km

Risultati
| Pos. | Corridore      | Squadra | Tempo    |
| ---- | -------------- | ------- | -------- |
| 1    | Anthony Turgis | Cofidis | 3h57'12" |
| 2    | C. Juul Jensen | Orica   | s.t.     |
| 3    | Mathias Frank  | IAM     | s.t.     |

| Pos. | Corridore          | Squadra | Tempo     |
| ---- | ------------------ | ------- | --------- |
| 1    | Maurits Lammertink | Roompot | 12h10'44" |
| 2    | Anthony Turgis     | Cofidis | a 7"      |
| 3    | Philippe Gilbert   | BMC     | a 12"     |

### 4ª tappa
- 5 giugno: Mersch > Lussemburgo – 178,2 km

Risultati
| Pos. | Corridore          | Squadra | Tempo    |
| ---- | ------------------ | ------- | -------- |
| 1    | Philippe Gilbert   | BMC     | 4h17'44" |
| 2    | Maurits Lammertink | Roompot | s.t.     |
| 3    | Dylan Teuns        | BMC     | a 1"     |

| Pos. | Corridore          | Squadra  | Tempo     |
| ---- | ------------------ | -------- | --------- |
| 1    | Maurits Lammertink | Roompot  | 16h28'21" |
| 2    | Philippe Gilbert   | BMC      | a 9"      |
| 3    | Alex Kirsch        | Stölting | a 19"     |

## Evoluzione delle classifiche
| Tappa              | Vincitore          | Classifica generale Maglia gialla | Classifica a punti Maglia blu | Classifica scalatori Maglia rossa | Classifica giovani Maglia bianca | Classifica a squadre |
| ------------------ | ------------------ | --------------------------------- | ----------------------------- | --------------------------------- | -------------------------------- | -------------------- |
| Prol.              | Jempy Drucker      | Jempy Drucker                     | non assegnata                 | non assegnata                     | Maurits Lammertink               | BMC Racing Team      |
| 1ª                 | André Greipel      | Jempy Drucker                     | André Greipel                 | Thomas Deruette                   | Maurits Lammertink               | BMC Racing Team      |
| 2ª                 | Philippe Gilbert   | Maurits Lammertink                | Philippe Gilbert              | Thomas Deruette                   | Maurits Lammertink               | Orica-GreenEDGE      |
| 3ª                 | Anthony Turgis     | Maurits Lammertink                | Philippe Gilbert              | Brice Feillu                      | Maurits Lammertink               | Cofidis              |
| 4ª                 | Philippe Gilbert   | Maurits Lammertink                | Philippe Gilbert              | Brice Feillu                      | Maurits Lammertink               | Cofidis              |
| Classifiche finali | Classifiche finali | Maurits Lammertink                | Philippe Gilbert              | Brice Feillu                      | Maurits Lammertink               | Cofidis              |

## Classifiche finali

### Classifica generale - Maglia gialla
| Pos. | Corridore            | Squadra      | Tempo     |
| ---- | -------------------- | ------------ | --------- |
| 1    | Maurits Lammertink   | Roompot      | 16h28'21" |
| 2    | Philippe Gilbert     | BMC          | a 9"      |
| 3    | Alex Kirsch          | Stölting     | a 19"     |
| 4    | Anthony Turgis       | Cofidis      | a 22"     |
| 5    | C. Juul Jensen       | Orica        | a 24"     |
| 6    | Pieter Vanspeybrouck | Topsport Vl. | a 28"     |
| 7    | Marco Marcato        | Wanty        | a 32"     |
| 8    | Huub Duyn            | Roompot      | a 37"     |
| 9    | Gaëtan Bille         | Wanty        | a 48"     |
| 10   | Nicolas Edet         | Cofidis      | a 52"     |

### Classifica a punti - Maglia blu
| Pos. | Corridore          | Squadra      | Punti |
| ---- | ------------------ | ------------ | ----- |
| 1    | Philippe Gilbert   | BMC          | 45    |
| 2    | Maurits Lammertink | Roompot      | 32    |
| 3    | Anthony Turgis     | Cofidis      | 21    |
| 4    | André Greipel      | Lotto-Soudal | 20    |
| 5    | Alex Kirsch        | Stölting     | 20    |

### Classifica scalatori - Maglia rossa
| Pos. | Corridore         | Squadra      | Punti |
| ---- | ----------------- | ------------ | ----- |
| 1    | Brice Feillu      | Fortuneo     | 20    |
| 2    | Thomas Deruette   | Wallonie Br. | 16    |
| 3    | Etienne van Empel | Roompot      | 12    |
| 4    | Nicolas Edet      | Cofidis      | 10    |
| 5    | Marco Marcato     | Wanty        | 7     |

### Classifica giovani - Maglia bianca
| Pos. | Corridore          | Squadra      | Tempo     |
| ---- | ------------------ | ------------ | --------- |
| 1    | Maurits Lammertink | Roompot      | 16h28'21" |
| 2    | Alex Kirsch        | Stölting     | a 19"     |
| 3    | Anthony Turgis     | Cofidis      | a 22"     |
| 4    | Dion Smith         | ONE          | a 53"     |
| 5    | Tosh Van Der Sande | Lotto-Soudal | a 56"     |

### Classifica a squadre
| Pos. | Squadra                | Tempo     |
| ---- | ---------------------- | --------- |
| 1    | Cofidis                | 49h27'12" |
| 2    | Lotto-Soudal           | a 35"     |
| 3    | BMC Racing Team        | a 1'23"   |
| 4    | Fortuneo-Vital Concept | a 2'34"   |
| 5    | Stölting Service Group | a 2'51"   |